# Parafia Najświętszego Imienia Jezus w Pilicy
Parafia Najświętszego Imienia Jezus – rzymskokatolicka parafia znajdująca się w Biskupicach. Parafia należy do dekanatu pilickiego, diecezji sosnowieckiej i metropolii częstochowskiej.
Utworzona w 1947 r. z parafii św. Jana Chrzciciela i św. Jana Ewangelisty w Pilicy. Parafia prowadzona jest przez ojców Franciszkanów.